# Colette Duck
 (janvier 2022).
La mise en forme du texte ne suit pas les recommandations de Wikipédia : il faut le « wikifier ».
Les points d'amélioration suivants sont les cas les plus fréquents. Le détail des points à revoir est peut-être précisé sur la page de discussion.
- Les titres sont pré-formatés par le logiciel. Ils ne sont ni en capitales, ni en gras.
- Le texte ne doit pas être écrit en capitales (les noms de famille non plus), ni en gras, ni en italique, ni en « petit »…
- Le gras n'est utilisé que pour surligner le titre de l'article dans l'introduction, une seule fois.
- L'italique est rarement utilisé : mots en langue étrangère, titres d'œuvres, noms de bateaux, etc.
- Les citations ne sont pas en italique mais en corps de texte normal. Elles sont entourées par des guillemets français : « et ».
- Les listes à puces sont à éviter, des paragraphes rédigés étant largement préférés. Les tableaux sont à réserver à la présentation de données structurées (résultats, etc.).
- Les appels de note de bas de page (petits chiffres en exposant, introduits par l'outil «  Source ») sont à placer entre la fin de phrase et le point final[comme ça].
- Les liens internes (vers d'autres articles de Wikipédia) sont à choisir avec parcimonie. Créez des liens vers des articles approfondissant le sujet. Les termes génériques sans rapport avec le sujet sont à éviter, ainsi que les répétitions de liens vers un même terme.
- Les liens externes sont à placer uniquement dans une section « Liens externes », à la fin de l'article. Ces liens sont à choisir avec parcimonie suivant les règles définies. Si un lien sert de source à l'article, son insertion dans le texte est à faire par les notes de bas de page.
- La présentation des références doit suivre les conventions bibliographiques. Il est recommandé d'utiliser les modèles {{Ouvrage}}, {{Chapitre}}, {{Article}}, {{Lien web}} et/ou {{Bibliographie}}. Le mode d'édition visuel peut mettre en forme automatiquement les références.
- Insérer une infobox (cadre d'informations à droite) n'est pas obligatoire pour parachever la mise en page.

Pour une aide détaillée, merci de consulter Aide:Wikification.
Si vous pensez que ces points ont été résolus, vous pouvez retirer ce bandeau et améliorer la mise en forme d'un autre article.
Colette Duck est une artiste peintre belge née le 21 novembre 1949, de parents belgo-allemands (Dresde).
Artiste multidisciplinaire (peinture, dessin, gravure, photographie, vidéo, effets sculpturaux, installation), le travail de Colette Duck s'est développé autour du thème de la transformation physique, chimique et physiologique. Cela s'est cherché d'abord dans les Ondes, tableaux virant au bleu et au rouge selon les longueurs d'onde de la lumière ambiante. Ensuite, les Cobalts virant également du bleu au rouge selon le degré d'hygrométrie et la température ambiante. Après un détour par les Thermographies du corps propre (gestation et allaitement), le sujet dominant devint la montagne germano-autrichienne Zugspitze - Wetterstein singulière par ses propriétés atmosphériques infiniment changeantes, explorée jusque dans ses réalisations en verre dans les forges de Murano sous la conduite du maître verrier Egidio Costantini.

## Biographie

### Formation
De 1968 à 1972, Colette Duck étudie la peinture à l'ESA École supérieure des arts Saint-Luc de Bruxelles, sous la conduite de Jean Guiraud, de Camille De Taeye et de Gaston Bertrand.

## Parcours artistique
De 1972 à 1977, elle séjourne dans les montagnes de Carrare en Italie. Elle y fréquente entre autres les artistes Silvio Santini et Dominique Stroobant à la S.G.F, atelier de sculpture du marbre de Carrare à Torano.
En 1977, Colette Duck est nommée professeur à l'École supérieure des arts Saint-Luc de Bruxelles.
En 1981, son travail sert de référence à Henri Van Lier lors de ses conférences à la Sorbonne - Paris  et à l' ISELP Bruxelles.
En 1981, Colette Duck reçoit le Prix de la Critique Belge (Association Belge des Critiques d'Art - Palais des Beaux-Arts de Charleroi).
En 1983, le Palais des Beaux-Arts de Bruxelles et le tournoi de Tennis de l'European Champions' Championship 83 d'Anvers ont réuni le sport et l'art sous un même chapiteau lors de Artennis au Sportpaleis d'Anvers. Colette Duck y est invitée à dessiner sur le vif les joueurs de tennis en action lors du tournoi. Une exposition se tiendra au Palais des Beaux-Arts de Bruxelles rassemblant les artistes ayant créé une œuvre autour du tennis tels que Valerio Adami, Pat Andrea, Pierre Cordier, Pol Mara, Jean Tinguely, Philippe De Gobert, Elias et Wittevrongel.
De 1985 à 1988, Colette Duck reprend la direction de l'atelier de peinture de l'École supérieure des arts Saint-Luc de Bruxelles après Marthe Wéry.
De 1988 à 1991, Colette Duck est soutenue par la Fondation Médicis de Bruxelles et elle séjourne en Autriche et à Venise. Commence alors l'aventure vénitienne, où Colette Duck rencontre et se lie d'amitié avec le maître verrier Egidio Constantini, qui a notamment créé des œuvres en symbiose avec Pablo Picasso, Jean Arp, Georges Braque, Marc Chagall, Jean Cocteau, Max Ernst, Lucio Fontana, Paul Jenkins, Oskar Kokoschka, Le Corbusier, Roberto Matta, Mark Tobey et André Verdet.
Avec Egidio Costantini, Colette Duck expérimentera la lumière et le verre en entrant dans la Fucina degli Angeli, la Forge des Anges, ainsi dénommée par Jean Cocteau. Ensemble, ils créeront deux séries de sculptures en verre dans les forges de Murano. Ces œuvres feront partie de la grande rétrospective consacrée au Maître vénitien "Egidio Costantini, Il Maestro dei Maestri", organisée en avril 1990 à l'Hôtel de Ville de Bruxelles sur la Grand Place.
En 1991, elle effectue sa première grande rétrospective à l'Espace Médicis de Bruxelles.

## Principales expositions
- 1971 : Bruxelles, J.W. Thompson Gallery
- 1973 : Knokke, Belgique - Walt Gallery - Solo
- 1975 : Olloy-sur-Viroin, Belgique - European center - Travelling exhibition in Belgique - CACEF - Jeunes peintres de Wallonie et de Bruxelles
- 1976 : Charleroi, Belgique - Palais des Beaux-Arts - XI Salon Triennal des Beaux-Arts des Artistes du Hainaut
- 1977 : - Tokyo, Japan - Gallery Dainana - G777
  - Brussels, Belgique - Galerie Anne Van Horenbeeck - Solo
- 1978 : - Charleroi, Belgique - Palais des Beaux- Arts - Connaissance et Vie d'Aujourd'hui
  - Tokyo, Japan - Gallery Dainana - G778
- 1979 : - Charleroi, Belgique - Palais des Beaux-Arts - Connaissance et Vie d'Aujourd'hui
  - Brussels, Belgique - Palais des Beaux-Arts - Œuvres acquises par le Ministère de la Culture  Française
  - Brussels - Musées Royaux des Beaux-Arts de Belgique, Cabinet des Arts Graphiques -  Sous le signe
  - Namur, Belgique - Maison de la Culture (actuel Delta)- Abstraction Sensorielle
- 1980 : Brussels, Belgique - Palais des Beaux-Arts - Galerie Anne Van Horenbeeck - Foire d'Art  Actuel, Solo
  - Louvain-la-Neuve, Belgique - Musée de l'Institut Supérieur d'Archéologie et d'Histoire de  l'Art de l'Université - Abstraction Sensorielle - Solo
  - Charleroi, Belgique - Palais des Beaux-Arts - Connaissance et Vie d'Aujourd'hui
  - Charleroi, Belgique - Palais des Beaux-Arts - Lions Club - Grand Prix des Arts Plastiques et Visuels
  - Brussels, Belgique - Banque Bruxelles Lambert - Europalia - Vies de Femmes 1830-1980
- 1981 : Brussels, Belgique - Galerie Michèle Lachowsky - Solo
  - Brussels, Belgique - Espace Photographique Contretype - Photo Fiction
  - Knokke Casino, Belgique - Galerie Michèle Lachowsky - Confrontation - Solo
  - Charleroi, Belgique - Palais des Beaux-Arts - Biennale de la Critique - Prix de la Critique
  - Sorbonne Paris et ISELP Bruxelles, conférences par Henri van Lier
- 1982 : Antwerp, Belgique  - Centre Culturel International - ICC - Biennale de la Critique
  - Nürnberg, Allemagne - Germanisches Nationalmuseum - Internationale Jugendtriennale -  Zeichnung heute
- 1983 : Lausanne, Switzerland - Musée Cantonal des Beaux-Arts - Triennale Internationale de  dessin
  - Charleroi, Belgique - Palais des Beaux-Arts - Art vidéo - Rétrospectives et Perspectives
  - Brussels, Belgique - Palais des Beaux-Arts - Galerie Michèle Lachowsky - Foire d'Art Actuel, Solo
  - Brussels, Belgique - Musée d'Ixelles - La Grande Absente
  - Bâle, Switzerland - Salon International d'Art 14'83 - Galerie Lachowsky - Stampa
  - RTBF  Liège, Zugspitze- Wetterstein video
  - Brussels, Belgique - Palais des Congrès - Lecture by Henri Van lier - L'Enjeu des Médias
  - Antwerp, Belgique - European Champions' Championship  (ECC, Arttennis, Sportpaleis), en collaboration la Société des Expositions du Palais  des Beaux-Arts of Brussels, Solo  exhibition
- 1984 : Brussels, Belgique - Atelier Sainte Anne - Groupe Echange - 10 regards sur l'Art  Contemporain
  - Brussels, Belgique, Palais des Beaux-Arts - Arttennis[5]
  - Paris, France - Sorbonne - Lecture by Henri Van Lier - La photographie dans le concert des  Médias
  - Brussels, Belgique - Palais des Beaux-arts - L'Art et le Temps. Regards sur la 4e dimension -  Travelling exhibition in Europe 1985
  - Paris, France - Grand Palais - Signes - Ecritures dans l'Art Actuel
  - Genève, Switzerland, Rath Museum - L'Art et Le Temps: Regards sur la 4e Dimension
  - Humlebaek, Denmark - Louisiana Museum of Modern Art - L'Art et Le Temps: Regards sur  la 4e dimension
  - Tournai, Belgique, - Maison de la Culture - Lecture by Henri Van Lier - La Photographie  dans le concert des Médias
  - Mannheim, Allemagne - Städtische Kunsthalle - L'Art et Le Temps: Regards sur la 4e dimension
  - Vienna, Austria - Museum Moderner Kunst - L'Art et Le Temps: Regards sur la 4e dimension
- 1986 : Villeurbanne, Belgique - Nouveau Musée - L'Art et Le Temps: Regards sur la 4e dimension [6]
  - London, UK - Barbican Center - L'Art et Le Temps: Regards sur la 4e dimension
  - Knokke, Belgique  - Casino - Galerie Lachowsky - Made in Belgique  - Solo exhibition
  - Tournai, Belgique - Maison de la Culture - Les Traces de Tintin dans L'Imaginaire[7]
  - Gent, Belgique - Vooruit - Initiative d'Amis
  - Antwerp, Belgique - Sportpaleis - European Champions' Championship (ECC) - Solo exhibition
  - Brussels, Belgique - Galerie Isy Brachot - Paysages Contemporains
- 1987 : Paris, France - Galerie Isy Brachot - Paysages Contemporains
  - Brussels, Belgique - Le Botanique - Les Traces de Tintin dans l'Imaginaire
- 1990 : Brussels, Belgique - Hôtel de ville - De Picasso à Fontana: les sculptures en verre du XXe siècle - Egidio Costantini : Il Maestro dei Maestri Brussels, Belgique 
  - Paris, France - Arche de la Défense - Cent ans d'Art belge - The Crédit Communal Bank Collection
  - ISELP - Ministère de la Communauté Française: Les Acquisitions
- 1991 : Brussels, Belgique - Espace Médicis - Rétrospective 1970-1991 - Solo exhibition
- 1992 : Charleville-Mézières, France - Arts Rencontres Créations Corps
- 1994 : Brussels, Belgique - Goethe Institut - Aspekte Sachsen - Dresden - Solo exhibition
- 1996 : Ehrwald, Austria, Tiroler Zugspitzbahn: Sommet Austro-Allemand du Wetterstein (2 964 m) - Gipfel Galerie - Die Zugspitze ais Kunst - Solo
- 1997 : Reutte, Austria, - Wirtschafskammer - 5 Künstler Atelier Bucher
- 1998 : Brussels, Austria - Chapelle de Boendael - Paysages - Solo exhibition
- 1999 : Ehrwald, Austria - Raiffeisen galerie - Colette Duck und die Natur - 20 jahre am fusse des  Wettersteins - Solo exhibition
- 2000-2001 : Brussels, Belgique - Grand Sablon - Galerie Monika Blum - Permanent exhibition
- 2002 : Ehrwald, Austria, Tiroler Zugspitzbahn - Gipfel Galerie - Sommet Austro-Allemand du  Wetterstein (2 964 m) - 2002 Jahr der Berge - Rund um den Wetterstein - Solo exhibition
- 2003 : Garmisch-Partenkirchen, Allemagne - Galerie Pritschow - Rund um den  Wetterstein - Solo exhibition
- 2006 : Brussels, Belgique - Galerie de Muelenaere & Lefevere - Solo exhibition
- 2007 : Villefranche de Lonchat, France - Festival international de peinture - Factura 2007 - Nature contre nature
- 2009 : Brussels, Belgique - Show Point Art Gallery - Women Art Show - for the benefit  of Médecins Sans Frontières
- 2014 : Brussels, Belgique - Out of the Box - organised by the Boghossian Foundation

## Collections
Des œuvres de Colette Duck sont acquises par :
- Le Ministère de la Communauté française de Belgique
- Les Musées royaux des Beaux-Arts de Belgique[8],[9]
- Le Crédit communal (actuel Belfius banque)
- La Banque nationale de Belgique

et se trouvent dans des collections privées en Belgique, Allemagne, Autriche, France, Italie, Espagne, États-Unis, Hong-Kong.

## Publications
L’œuvre de Colette Duck a été commentée et est référée dans les ouvrages suivants (sélection)
- Colette Duck, Rétrospective 1970-1990, Espace Medicis, 1990
- L'Art et le temps: regards sur la quatrième dimension, Michel Baudson, Palais des beaux-arts (Brussels, Belgique), Société des expositions du Palais des Beaux-Arts, 1984,  (ISBN 2226022112 et 9782226022110)[10]
- Egidio Costantini, Il Maestro dei Maestri, De Picasso à Fontana, les sculptures en verre des plus grands artistes du XXe siècle, Bruxelles, Espace Médicis et Espace Kiron, 1990